# Pleurothallis homalantha
Pleurothallis homalantha är en orkidéart som beskrevs av Rudolf Schlechter. Pleurothallis homalantha ingår i släktet Pleurothallis och familjen orkidéer. Inga underarter finns listade i Catalogue of Life.